# Alcée fils d'Héraclès
Pour les articles homonymes, voir Alcée.
Dans la mythologie grecque, Alcée (en grec ancien Ἀλκαῖος / Alkaĩos, en latin Alcaeus) est le fils qu'Héraclès eut en Lydie de la reine Omphale, ou selon d'autres, d'une suivante de la reine. Il fut la tige de la 2e race des rois de Lydie (les Héraclides), et commença à régner vers 1292 av. J.-C. Il a pour fils Bélus.

## Source
Cet article comprend des extraits du Dictionnaire Bouillet. Il est possible de supprimer cette indication, si le texte reflète le savoir actuel sur ce thème, si les sources sont citées, s'il satisfait aux exigences linguistiques actuelles et s'il ne contient pas de propos qui vont à l'encontre des règles de neutralité de Wikipédia.